# Trentepohlia pusilla
Trentepohlia pusilla är en tvåvingeart som beskrevs av Edwards 1927. Trentepohlia pusilla ingår i släktet Trentepohlia och familjen småharkrankar. Inga underarter finns listade i Catalogue of Life.